# Eksplozja magazynu amunicji w Toropcu
Eksplozja magazynu amunicji w Toropcu – atak dronów na magazyn amunicji (107. Arsenał Głównego Zarządu Rakietowego i Artylerii (GRAU) MON Rosji) w Toropcu w obwodzie twerskim przeprowadzony przez Służbę Bezpieczeństwa Ukrainy w nocy z 17 na 18 września 2024 roku, podczas wojny rosyjsko-ukraińskiej. Atak spowodował serię potężnych eksplozji i pożarów oraz tłuczenie szyb w pobliskich miejscowościach. 18 września o godzinie 3:56 czasu lokalnego główna eksplozja spowodowała powstanie krateru o szerokości 82 m i wywołała falę sejsmiczną o magnitudzie 2,5–2,8. Ponadto takie zakłócenie łańcucha dostaw przyczyniło się do zmniejszenia rosyjskiej siły ognia w wojnie z Ukrainą.

## Tło
Po ponad 2-letniej wojnie Ukraina w 2024 roku przeniosła konflikt na terytorium Rosji. 6 sierpnia 2024 roku Ukraina rozpoczęła inwazję na obwód kurski. Ukraina spierała się również z zachodnimi sojusznikami dostarczającymi broń o większym zasięgu o prawo do jej używania głębiej na terytorium Rosji w celu atakowania legalnych celów wojskowych wykorzystywanych przez Rosję do atakowania Ukrainy oraz wywierania presji politycznej na Władimira Putina. Według własnych oświadczeń atak został przeprowadzony przez Ukrainę przy użyciu dronów krajowej produkcji oraz miał na celu normalizację głębokich ataków w celu złagodzenia stanowisk sojuszników. Przedstawiciele Ukrainy stwierdzili, że spodziewanych jest więcej ataków tego rodzaju w celu „metodycznego” zmniejszenia potencjału rakietowego Rosji.

## Cel
W 2012 roku uruchomiono program mający na celu opracowanie kompleksowego systemu zabezpieczenia amunicji w celu zmniejszenia ryzyka przypadkowych detonacji. Finansowanie programu wyniosło 90 mld rubli. Minister obrony Siergiej Szojgu oświadczył, że w ramach tego programu w 2015 roku zaplanowano wyprodukowanie 454 jednostek w 13 arsenałach. W tym samym roku, w pobliżu miasta Toropiec i wsi Kudino w obwodzie twerskim (ok. 380 km na zachód od Moskwy) zmodernizowano także 107. Arsenał, skład amunicji zajmujący ok. 5 km². Na budowę magazynów na tym obszarze przeznaczono 3,5 miliarda rubli (ok. 37 mln dolarów). Podczas budowy zadeklarowano zgodność z najwyższymi światowymi standardami, w tym minimalizację ryzyka aktów terrorystycznych i zgodność z wymogami ochrony środowiska.
Euronews podał, że w 2018 roku magazyn został zmodernizowany i skontrolowany przez rosyjskiego wiceministra obrony, generała Dmitrija W. Bułgakowa, który oświadczył, że skład „pozwala chronić zapasy pocisków i amunicji przed wpływami zewnętrznymi oraz zapewnić ich bezpieczeństwo, w tym bezpieczeństwo przeciwpożarowe i przeciwwybuchowe. Pełne obciążenie każdego składowiska wynosi do 240 ton”. Stwierdził także, że „obiekt spełnia «najwyższe standardy międzynarodowe» i jest w stanie wytrzymać atak rakietowy, a «nawet niewielki atak nuklearny»”. W kwietniu 2019 roku szef Arsenału, pułkownik Kellerman Jewgienij Aleksandrowicz, poinformował ministra obrony FR o uruchomieniu 19 nowych obiektów magazynowych o łącznej powierzchni 22 tys. m², wyposażonych w systemy przeciwpożarowe i alarmy bezpieczeństwa.
Euronews poinformował również, że w obiekcie przechowywano ok. 30 tys. ton amunicji wojskowej, w tym „zbiorniki paliwa, a także pociski przeznaczone do systemów rakietowych Iskander i Toczka-U, kierowane bomby lotnicze i różnorodną amunicję artyleryjską. (...) Rosja zaczęła również składować północnokoreańską amunicję”. Amerykańska telewizja NBC poinformowała, że w obiekcie przechowywano również pociski KAB-500. Według CIA skład zaopatrywał wojska rosyjskie walczące w obwodach charkowskim i kurskim (operacja kurska).
Według różnych źródeł w składzie znajdowały się zbiorniki paliwa, pociski rakietowe i magazyny materiałów wybuchowych, pociski rakietowe S-300, taktyczne systemy rakietowe Iskander, taktyczne systemy rakietowe Toczka-U, kierowane bomby lotnicze/KAB-y, północnokoreańskie pociski rakietowe Hwasong-11A (KN-23), amunicję artyleryjską i północnokoreańską amunicję.
Informacje wywiadowcze na temat składu amunicji, jego podatności na ataki i pobliskich rosyjskich systemów obronnych zostały przekazane Ukrainie przez Centralną Agencję Wywiadowczą. Funkcjonariusze CIA byli również odpowiedzialni za obliczenie, ile dronów będzie potrzebnych do przeprowadzenia operacji, oraz zaplanowanie tras lotów dronów.

## Atak
Ukraińska prawda podała, że za nocny atak dronów odpowiadała Służba Bezpieczeństwa Ukrainy, Główny Zarząd Wywiadu MON Ukrainy i Siły Operacji Specjalnych Ukrainy. Według rosyjskiego Ministerstwa Obrony wszystkie 54 ukraińskie drony lecące w kierunku zachodnich regionów Rosji zostały pomyślnie przechwycone. Według gubernatora obwodu twerskiego Igora Rudenji pożar, który wybuchł w wyniku zestrzelenia drona i upadku jego szczątków, doprowadził do zapalenia się magazynu amunicji i serii eksplozji. Według gazety The New Voice of Ukraine do ataku użyto ponad 100 dronów kamikadze. Według zdjęć satelitarnych NASA w wyniku ataku zostało zniszczonych 75 magazynów. W miejscu jednego z magazynów pojawił się krater o szerokości 82 m, a wszystkie budynki wokół niego zostały całkowicie zniszczone, natomiast infrastruktura kolejowa odpowiedzialna za transport środków bojowych została znacząco uszkodzona.
22 września 2024 roku media poinformowały, że ukraińskie drony zaatakowały drugi magazyn amunicji (23. Arsenał Głównego Zarządu Rakiet i Artylerii), znajdujący się we wsi Oktjabrskoje w obwodzie twerskim, na południe od Toropca, powodując ponownie duży pożar. W wyniku ataku zamknięto odcinek drogi magistralnej M-9 w rejonach toropeckim i nelidowskim, a pobliskie miejscowości ewakuowano. Ewakuowano także stację kolejową Staraja Toropa oraz odwołano pociągi lub kursowały alternatywnymi trasami.

## Eksplozje
Atak na magazyn w Toropcu spowodował wiele wtórnych eksplozji, z których największą była eksplozja o magnitudzie trzęsienia ziemi. Pierwsze trzęsienie odnotowano o 3:56 czasu kijowskiego, a jego siła miała 2,8 w skali Richtera. Następnie w ciągu kilku godzin doszło do 16 kolejnych trzęsień ziemi o sile od 0,5 do 2,8. Fala uderzeniowa rozprzestrzeniła się na 320 km. Według George'a Williama Herberta z Middlebury Institute of International Studies at Monterey w Kalifornii wybuch był równoważny detonacji 200–240 ton materiałów wybuchowych. Systemy monitorowania pożarów NASA wykryły pożary obejmujące obszar ok. 13 km².

## Konsekwencje
Gubernator obwodu twerskiego Igor Rudenja ogłosił częściową ewakuację miasta, jednak nie odnotowano poważnych obrażeń ani ofiar śmiertelnych. Później rosyjscy urzędnicy poinformowali, że 13 osób zostało rannych.
Prorosyjska blogerka wojenna Anastasia Kaszewarowa stwierdziła, że w ataku mogły zginąć setki rosyjskich żołnierzy, a sam blok gospodarczy obiektu mógł pomieścić 200 osób, co oznaczało to, że całkowita liczba personelu była prawdopodobnie wyższa. „Ilu naszych tam zginęło, a sądząc po eksplozjach i nagraniach, nic nie zostało z ciał”.

## Komentarze
Szef Centrum Wywiadu Sił Obronnych Estonii pułkownik Ants Kiviselg, oszacował, że w wyniku ataku eksplodowało 30 tys. ton amunicji, co odpowiadało 750 tys. pocisków, dodając, że w wyniku ataku zniszczono zapas amunicji Rosji na 2–3 miesiące. Według doniesień skład przechowywał nie tylko pociski artyleryjskie ale także rakiety balistyczne Iskander i Toczka-U oraz bomby szybujące, jednak nie było jasne, czy jego ocena zniszczeń obejmowała zarówno rakiety, jak i amunicję artyleryjską. Zastępca dowódcy Centrum Wywiadu Sił Obronnych podpułkownik Janek Kesselmann powiedział, że „ukraińskie ataki na składy amunicji w Rosji mogą wpłynąć na pole bitwy już w październiku” 2024 roku.
Szef Centrum Przeciwdziałania Dezinformacji przy RBNiO Ukrainy Andrij Kowalenko poinformował, że w zaatakowanym magazynie Rosjanie przechowywali rakiety do systemów rakietowych BM-21 Grad, kompleksów S-300 i S-400 oraz pociski balistyczne Iskander i północnokoreańskie KN-23. Obserwator wojskowo-polityczny grupy „Opór Informacyjny” Ołeksandr Kowalenko powiedział, że były tam głównie rakiety 122 mm i miny 82 mm. Jeśli weźmiemy pod uwagę tylko pociski 122 mm, to było ich ponad 460 tys.; takie zapasy mogłyby zapewnić aktywne działania wojenne o średniej intensywności przez 10 miesięcy lub dłużej niż rok. W magazynie mogły znajdować się także inne rodzaje amunicji, m.in. pociski artyleryjskie 152 mm i przeciwlotnicze rakiety kierowane. Według niego skala strat była „znaczna”.
Według ekonomisty wojskowego Marcusa Keuppa eksplozja niebunkrowanego składu broni była „największą pojedynczą stratą Rosji” w dotychczasowej wojnie. Zdaniem Markusa Reisnera, jeśli doniesienia o rozmiarach zniszczeń okażą się prawdziwe, amunicja potrzebna na 2–3 miesiące rosyjskich działań wojennych uległaby zniszczeniu.
Pod koniec lutego 2025 roku szef SBU generał Wasyl Maluk potwierdził, że wojska rosyjskie nadal odczuwały skutki ataku na magazyn amunicji w Toropcu, w wyniku którego straciły łącznie ok. 160 tys. ton amunicji. Według Maluka największe straty dotyczyły pocisków 120 mm, ponieważ 107. Arsenał Głównego Zarządu Rakiet i Artylerii zawierał ok. 50% całych rosyjskich rezerw tego typu pocisków; „W tym połowa wszystkich zapasów pocisków 120 mm, które, przepraszam, była dla ich żołnierzy niczym «ciepłe bułeczki»”. Portal Bulgarian Military określił ujawnione straty jako „niszczycielski cios dla logistyki Kremla” zauważając, że pociski 120 mm były „podstawą rosyjskiego arsenału artyleryjskiego i filarem operacji lądowych przeciwko Ukrainie”.